# A-specto
„A-specto“ е българско месечно аналитично списание за политика, история, конфликти и др.
Главен редактор на „A-specto“ е Калина Андролова, а автори са още Петър Волгин, Иво Христов, Валери Найденов, Юлия Владимирова и др. Първият брой на списанието излиза през март 2014 година. „A-specto“ е на цена от 10 лева и в обем от около 200 страници. Въпреки че списанието напада неправителствените организации, уебсайтът му принадлежи на фондация „Урманов“
Името на списанието идва от латински – „гледам внимателно“. „Списание „A-specto“ има намерение да разговаря със своите читатели за паралелния свят, който случва събитията, за света, който всъщност задава правилата, да разговаря за същността на процесите, които управляват съдбите ни. И ако Господ не разрешава да надникнем в картите му, то поне имаме право да знаем как ги разбърква. Затова слоган на списанието са думите на Хораций: „Имай смелостта да знаеш!“ Защото те в най-голяма степен допълват смисъла на изданието“, казват неговите автори.
„Списанието има за задача да покаже друг тип писане, което не се основава на догмата на неолиберализма. Искаме текстовете да са основани на левите ценности и да се отличават с повече социална чувствителност. Ще бъдем алтернатива. Така или иначе по време на целия преход в медиите доминираше дясната гледна точка и индивидуалистичния поглед към света. Искаме да покажем, че може да се мисли по друг начин“, казва в интервю за в-к „Капитал“ идеологът на списанието Петър Волгин.
По данни на Търговския регистър фирмата „Урманов“ ЕООД е свързана с чуждестранното юридическо лице ДЕЙВЪНПОРТ ИНДЪСТРИС ЛИМИТЕД от Британските Вирджински острови, регистрирано под номер 401260. Информацията е представена съгласно Закона за икономическите и финансовите отношения с дружествата, регистрирани в юрисдикции с преференциален данъчен режим, контролираните от тях лица и техните действителни собственици (обн. ДВ бр.1/2014 г.).